# Philipp Müller-Gebhard
Philipp Müller-Gebhard (Heidelberg, 15 ottobre 1889 – Ludwigsburg, 2 luglio 1970) è stato un generale tedesco.

## Biografia
Müller-Gebhard nacque ad Heidelberg il 15 ottobre 1889 e prestò servizio come ufficiale nella prima guerra mondiale dopo essersi arruolato nell'esercito tedesco.
Dopo la fine della guerra, passò al servizio nella polizia di stato.
Con lo scoppio della seconda guerra mondiale entrò nella Wehrmacht dove, tra le altre cose, divenne comandante della 169ª e della 72ª divisione di fanteria.
Morì a Ludwigsburg il 2 luglio 1970.